# Thomas Sutherland
Thomas Sutherland (en chino, 蘇石蘭, 16 de agosto de 1834 – 1 de enero de 1922) fue un banquero escocés y político miembro del Partido Liberal del Reino Unido. Fundó The Hong Kong and Shanghai Banking Corporation y fue director de la P&O Company.

## Biografía
Sutherland fue el hijo de Robert Sutherland de Aberdeen. Fue educado en al Universidad de Aberdeen y comenzó su carrera profesional con un puesto administrativo en la oficina de Londres de la Peninsular and Oriental Steam Navigation Company (P&O). Poco después, P&O ascendió a Sutherland a superintendente, asignándolo a Hong Kong para manejar las operaciones asiáticas de la compañía.
En 1863 se convirtió en el primer presidente del Puerto de Hong Kong y Whampoa. Para poder ayudar a financiar el creciente comercio entre China y Europa, y explorar el potencial del comercio entre China y Estados Unidos, Sutherland fundó The Hong Kong and Shanghai Banking Corporation en 1865 y se convirtió en su primer vicepresidente. Fue nombrado miembro del Consejo Legislativo de Hong Kong entre 1865 y 1866. En 1872 fue nombrado director ejecutivo de P & O.
En noviembre de 1884, de vuelta en el Reino Unido, Sutherland fue elegido en una elección especial como Miembro del Parlamento por Greenock. Perdió su curul en la elección general de 1892, pero lo recuperó cuando su oponente fue destituido a través de un referéndum, y retuvo el curul hasta que se retiró en las elecciones de 1900.
La calle Sutherland en Sheung Wan, Hong Kong fue nombrada en su honor.